# Alhaji Mohammed
 (mars 2015).
Si vous disposez d'ouvrages ou d'articles de référence ou si vous connaissez des sites web de qualité traitant du thème abordé ici, merci de compléter l'article en donnant les références utiles à sa vérifiabilité et en les liant à la section « Notes et références ».
Alhaji Mohammed, né le 29 octobre 1981 à Chicago, est un joueur américain de basket-ball.

## Biographie
Alhaji Mohammed est le frère de Nazr Mohammed. Il grandit à Chicago, une ville où le basket-ball est roi. Il intègre le lycée de Hilcrest. Mohammed joue par la suite en National Junior College Athletic Association, à Ventura. Il est élu, membre de la First Team All-Conference de NJCAA. Au début de la saison 2001-2002, Alhaji Mohammed rentre dans la prestigieuse équipe universitaire des Louisville Cardinals (NCAA). Son temps de jeu n'est pas impressionnant. Après sa carrière universitaire, il n'est pas drafté en NBA et signe en NBDL, au Idaho Stampede (2004-2005). Mohammed retrouve des sensations en NBDL. Il marque en moyenne 9,7 points en 21 minutes. De plus, Mohammed est un joueur complet autant dans le secteur du rebond, de la passe décisive ou encore l'interception. À la suite de cette saison, le Matrixx Magixx Nijmegen de Nimègue (première division néerlandaise) lui propose un contrat. Pendant trois saisons (2005 à 2008), les défenses néerlandaises doivent faire face à sa vivacité offensive (2005-2006: 16,5; 2006-2007: 23,2; 2007-2008: 19,6). Entre-temps, en 2007, il fait un essai non concluant à Paderborn. Il remporte la coupe des Pays-Bas (2006-2007) et est deux fois le meilleur marqueur du championnat néerlandais (2006-2007 et 2007-2008). Son profil complète l'équipe du Limoges CSP (Pro B) pour la saison 2008-2009. Mohammed se révèle lors de la phase retour et entraîne dans son élan toute une équipe. Les cerclistes sortent Clermont puis Paris et accèdent à la finale de Pro B, à Bercy, face au PB86. Mais Sylvain Maynier et ses coéquipiers infligent une cinglante défaite au Cercle Saint-Pierre. La saison suivante, Alhaji Mohammed continue une nouvelle fois avec le maillot noir et blanc de Limoges. À nouveau, Limoges atteint la finale de Pro B, cette fois-ci contre Pau-Lacq-Orthez. Mohammed n'arrive pas à remporter le trophée de champion de France, de Pro B. Malgré tout, les Limougeauds montent en Pro A. Mohammed joue ensuite à Lleida, un club de deuxième division espagnole. Puis en mai 2011, à la fin du championnat espagnol, il part jouer en Iran, au Towzin Electric Kashan (première division iranienne).

## Palmarès
- 2006-2007 : Vainqueur de la Coupe des Pays-Bas avec Nijmegen
- 2006-2007 : Finaliste du championnat des Pays-Bas Ligue 1 avec Nijmegen
- 2008-2009 : Finaliste du championnat de France Pro B avec Limoges
- 2009-2010 : Finaliste du championnat de France Pro B avec Limoges

## All-Star Game
- 2005-2006 : Participe au All-Star Game néerlandais
- 2006-2007 : Participe au All-Star Game néerlandais

## Nominations
- 2000-2001 : membre de la First Team All-Conference de NJCAA
- 2006-2007 : meilleur marqueur des Pays-Bas
- 2007-2008 : meilleur marqueur des Pays-Bas

## Summer League
- 2004 : participe à la Summer League de Minnesota avec les Philadelphia Sixers (NBA)
- 2005 : participe à la Summer League de Utah avec les San Antonio Spurs (NBA)
- 2007 : participe à la Kentucky Pro Am Summer League
- 2008 : participe au Hoops Kentucky Pro Am Tournament